# 六浦雄太
六浦 雄太（むつうら ゆうた、1999年（平成11年）5月1日 - ）は、日本の囲碁棋士。愛知県出身、羽根泰正九段門下、日本棋院中部総本部所属、八段。阿含・桐山杯全日本早碁オープン戦優勝など。

## 経歴
愛知県名古屋市生まれ。5歳の頃から囲碁を始める。アマ五段ほどの父親や近所の碁会所の常連客との対局を重ね、小学1年生時に羽根泰正主催の泰正会に入った。2009年、小学4年生時に少年少女囲碁大会で準優勝。2010年4月、小学5年生時に日本棋院中部総本部の院生となる。2011年、小学6年生時の中部総本部入段試験では6勝8敗、翌年は7勝7敗。2013年、14戦全勝でプロ入りを果たす。
2014年4月1日、14歳で入段。同年11月に入段初年ながら第9回若鯉戦で準優勝（決勝戦で本木克弥三段に敗退） するなど活躍し、年間16勝4敗の好成績を挙げた。
2015年、LG杯世界棋王戦20周年記念新鋭挑戦者杯に出場しベスト8。7月17日、勝ち星対象棋戦通算30勝にて二段に昇段。
2016年10月14日、勝ち星対象棋戦通算40勝にて三段に昇段。
2017年、第24期阿含・桐山杯全日本早碁オープン戦の本戦で安斎伸彰七段・趙治勲名誉名人・山田規三生九段に勝利し決勝進出。決勝で高尾紳路九段を破り、一般棋戦初優勝。18歳5ヶ月での全棋士が参加する棋戦の優勝は史上3番目の若さ。これにより七段に飛付昇段。愛知県図書館では、六浦の色紙、優勝を報じる『週刊碁』などの新聞記事が展示された。同年王冠戦挑戦者、棋道賞新人賞、日本囲碁リーグで古都インフレンスに加入。阿含・桐山杯日中決戦では柁嘉熹に敗れる。
2018年、棋聖戦Cリーグ入りするも1-3で陥落。11月8日、第44期名人戦リーグ入り（自身初の三大棋戦リーグ入り）。同年12月から翌2019年8月まで行われたリーグ戦では、3勝5敗の7位に終わりリーグ陥落。
2019年11月、第14回若鯉戦で決勝戦まで進出するも、平田智也七段に敗れ準優勝。

## 人物
- 当初は全日制の高校に進学したが、囲碁の勉強に集中できないことから半年で通信制高校に転校した[1]。2018年9月に卒業[1]。
- 囲碁の勉強は、囲碁AIを用いた研究やネット対局などを中心に主に自宅で行っている[1]。
- 自身の棋風については「地が多くて厚い碁」を理想とした、確定地を好む碁だと語っている[3]。
- 2015年のインタビューでは、最も多く対局し、最も影響を受けた棋士として同い年の芝野虎丸を挙げ、実力差を認めたうえで「もっとも負けたくない相手」だと語っている[3]。

## 棋歴

### 獲得タイトル
- 阿含桐山杯 1期（第24期）

### 良績等
- 名人戦 リーグ入り（第44期）
- 広島アルミ杯若鯉戦 準優勝 （第9回、第14回）
- 王冠戦 挑戦者（第58・63期）
- IMSAエリートマインドゲームズ 2016年男子団体戦3位、2017年男女ペア戦3位（牛栄子とペア）

### 受賞歴
- 棋道賞新人賞（2017年）

### 昇段履歴
- 2014年4月1日 入段
- 2015年7月17日 二段（勝星規定）
- 2016年10月24日 三段（勝星規定）
- 2017年10月8日 七段（第24期阿含桐山杯優勝）
- 2023年9月15日 八段（勝星規定）